# Lajos Szalay

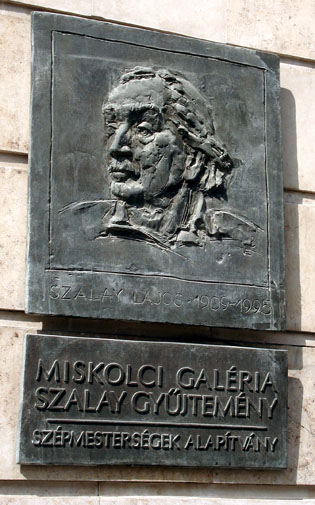
Relieve de Lajos Szalay en la localidad de Miskolc (Hungría).

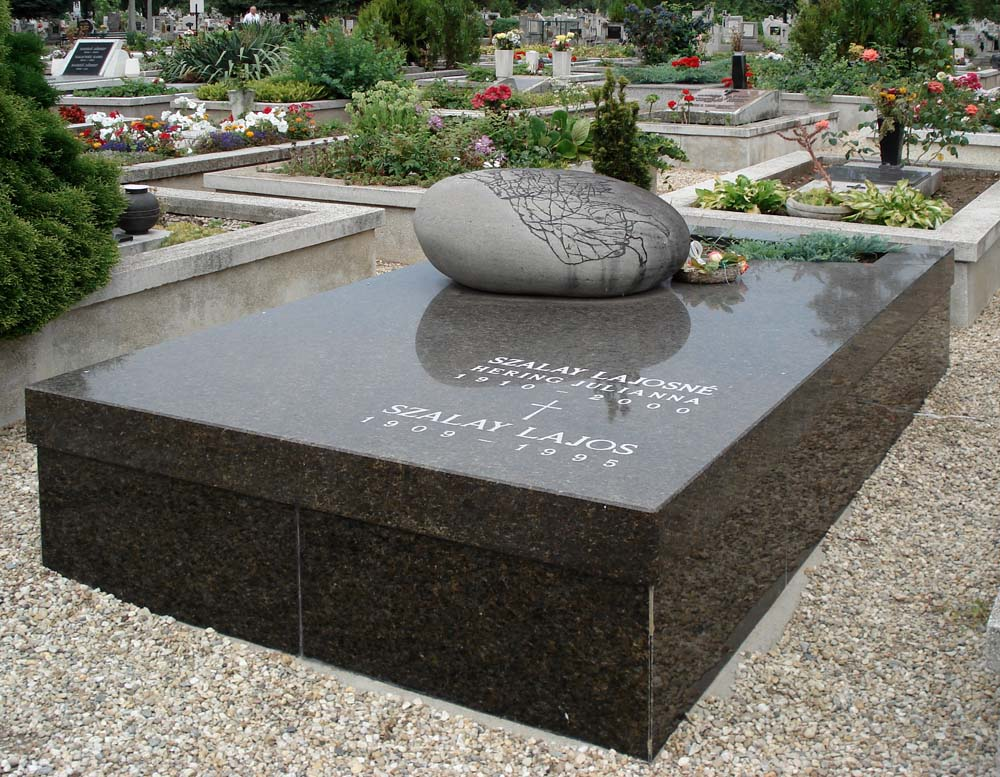
Tumba de Lajos Szalay y su esposa. Cementerio de la ciudad de Miskolc (Hungría). Escultora: Éva Varga.

Lajos Szalay (Ormezo, 26 de febrero de 1909 - Miskolc, 1 de abril de 1995) fue un dibujante e ilustrador nacido en Hungría, de importante labor artística y pedagógica en Argentina.
En idioma húngaro, su nombre se escribe Szalay Lajos.

## Biografía
Nació en una aldea en el distrito de Michalovce, en la actual Eslovaquia (en esa época invadida por Hungría).
En 1927 inició sus estudios en la Academia Nacional de Bellas Artes de Budapest, egresando con honores en 1935.
En 1946, conoció a Iván Boldizsár (Budapest, 30 de octubre de 1912 - Budapest, 22 de diciembre de 1988), con quien viajó a París.
Al año siguiente (1947), estudió con Georges Rouault, mediante una beca de la UNESCO.
En 1948, por consejo médico, viajó al tórrido norte de Argentina. Rápidamente consiguió trabajo como docente en la Universidad de Tucumán, en San Miguel de Tucumán. Aprendió el idioma, y sus obras eran bien valuadas. 
En 1949 realizó una exposición. Hasta 1956 ocupó el cargo de jefe de la sección dibujo del Instituto Superior de Artes de la Universidad de Tucumán hasta que fue cesanteado de su cargo durante la dictadura de Pedro Eugenio Aramburu. Es allí donde tomó contacto con importantes artistas, como 
Gómez Cornet,
Lino Spilimbergo, 
Lorenzo Domínguez, 
Víctor Rebuffo y 
Pompeu Audivert. 
Entre 1958 y 1961 enseñó arte en escuelas de la capital, Buenos Aires. 
En Argentina nació su hija María Clara (Mária Klára).
En 1961 se radicó en Estados Unidos y en 1988 retornó a Hungría, donde falleció en 1995.

## Premios
- 1929 Gana el Premio KAVA.
- 1936 Gana el Gran Premio Székely Bertalau de Budapest.
- 1936 Gana el Gran Premio de la Municipalidad.
- 1944 Gana los premios Szinyei Merse Pál Társaság y Zichy Mihály grafikai díja.
- 1972 Recibe el premio Dórza György .
- 1980 Recibe el prestigioso Premio Magyar Népköztársaság Zászlorendje.
- 1982 Recibe el Premio IBA-Internationale Buchkunstaustellung Leipzig. (medalla de plata).
- 1988 Es declarado Honoris Causa por la Universidad de Bellas Artes de Budapest.
- 1988 Recibe el Premio Téli Tárlat en Miskolc.
- 1989 Recibe el Premio Magyar Képzojmuvészeti Foiskola.
- 1989 Recibe el Premio Kivaló Muvesz.
- 1992 Recibe el Premio Kossuth, el galardón más importante de Hungría.
- 1993 Recibe el Premio Miskolc város díszpolgára.
- 2019 Museo Bernard Boesch, France.